# Faro del cabo Jellab
El faro del cabo Jellab es un faro situado en el cabo Jellab, a 40 kilómetros de la ciudad de Sidi Ifni, en la región de Sus-Masa, Marruecos. Está gestionado por la autoridad portuaria y marítima del Ministère de l'équipement, du transport, de la logistique et de l'eau.

## Características
Se trata de un faro en una estructura metálica que se puso en servicio en 2004.